# Ardes
Ardes est une commune française située dans le département du Puy-de-Dôme, en région d'Auvergne-Rhône-Alpes.

## Géographie

### Situation
Ardes est implanté sur les contreforts orientaux du Cézallier dont il est le principal bourg. Le village est également divisé en deux parties : le gros du bourg se situe sur un petit plateau dominant la vallée de la Couze tandis qu'une autre partie est située en contrebas le long de la rivière. Les toits du village sont rouges, les tuiles ayant remplacé les lauzes. En un siècle et demi, le village a perdu 80 % de sa population mais depuis quelque temps, la démographie repart à la hausse : nouveaux élèves à l'école, nouvelle épicerie, nouvelle boulangerie. La vie reprend dans ce village qui comme tant d'autres dans le Cézallier a été déserté. L'espoir d'une nouvelle vie se lit sur les façades refaites à neuf de certaines maisons.
|          | Rentières |        |
| Mazoires | Ardes     | Augnat |
|          | Apchat    |        |

### Climat
Pour des articles plus généraux, voir Climat d'Auvergne-Rhône-Alpes et Climat du Puy-de-Dôme.
En 2010, le climat de la commune est de type climat océanique altéré, selon une étude du Centre national de la recherche scientifique s'appuyant sur une série de données couvrant la période 1971-2000. En 2020, Météo-France publie une typologie des climats de la France métropolitaine dans laquelle la commune est exposée à un climat de montagne ou de marges de montagne et est dans la région climatique Nord-est du Massif Central, caractérisée par une pluviométrie annuelle de 800 à 1 200 mm, bien répartie dans l’année.
Pour la période 1971-2000, la température annuelle moyenne est de 9,5 °C, avec une amplitude thermique annuelle de 16 °C. Le cumul annuel moyen de précipitations est de 705 mm, avec 8,1 jours de précipitations en janvier et 6,6 jours en juillet. Pour la période 1991-2020, la température moyenne annuelle observée sur la station météorologique de Météo-France la plus proche, « Anzat-le-Luguet_sapc », sur la commune d'Anzat-le-Luguet à 10 km à vol d'oiseau, est de 7,5 °C et le cumul annuel moyen de précipitations est de 1 207,2 mm,. Pour l'avenir, les paramètres climatiques de la commune estimés pour 2050 selon différents scénarios d'émission de gaz à effet de serre sont consultables sur un site dédié publié par Météo-France en novembre 2022.

### Hydrographie
Il est situé le long de la rivière Couze d'Ardes ce qui lui vaut parfois l'appellation d'Ardes-sur-Couze.

## Urbanisme

### Typologie
Au 1er janvier 2024, Ardes est catégorisée commune rurale à habitat dispersé, selon la nouvelle grille communale de densité à sept niveaux définie par l'Insee en 2022.
Elle est située hors unité urbaine. Par ailleurs la commune fait partie de l'aire d'attraction d'Issoire, dont elle est une commune de la couronne,. Cette aire, qui regroupe 53 communes, est catégorisée dans les aires de moins de 50 000 habitants,.

### Occupation des sols
L'occupation des sols de la commune, telle qu'elle ressort de la base de données européenne d’occupation biophysique des sols Corine Land Cover (CLC), est marquée par l'importance des forêts et milieux semi-naturels (72,6 % en 2018), en diminution par rapport à 1990 (75,2 %). La répartition détaillée en 2018 est la suivante : 
forêts (43,7 %), milieux à végétation arbustive et/ou herbacée (28,9 %), prairies (18,7 %), terres arables (3,7 %), zones urbanisées (3,4 %), espaces verts artificialisés, non agricoles (1,5 %). L'évolution de l’occupation des sols de la commune et de ses infrastructures peut être observée sur les différentes représentations cartographiques du territoire : la carte de Cassini (XVIIIe siècle), la carte d'état-major (1820-1866) et les cartes ou photos aériennes de l'IGN pour la période actuelle (1950 à aujourd'hui).

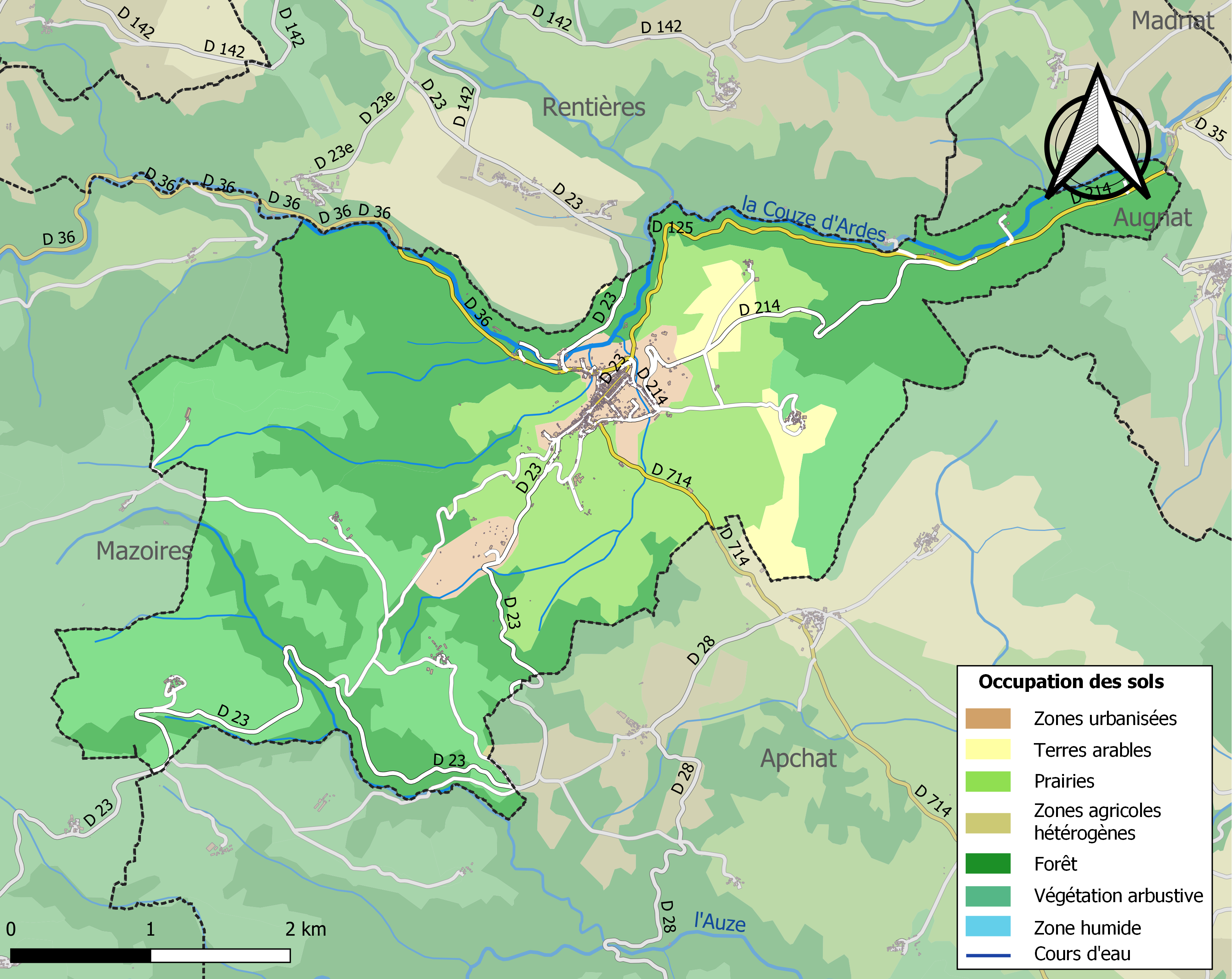
Carte des infrastructures et de l'occupation des sols de la commune en 2018 (CLC).

## Toponymie
Le nom officiel de la commune est et reste Ardes. On note toutefois l'utilisation fréquente, même au sein des administrations, d'une appellation d'usage Ardes-sur-Couze.
Son nom vient du mot ardua qui désigne en gaulois un lieu en hauteur.

## Histoire
Autrefois propriété de la famille de Mercœur. L'élevage ovin a joué un rôle majeur dans l'économie du village qui a donné son nom à une race locale, l'ardes.
Le canton a subi un fort exode au XIXe siècle.
Ardes est un ancien bourg de tanneurs.

### Les Hospitaliers
La Rivière l'Évêque est une ancienne propriété de l'ordre de Saint-Jean de Jérusalem, membre de leur commanderie de Montchamp jusqu'à la Révolution française. Initialement, un don d'Étienne VI de Mercœur, évêque de Clermont aux Augustins de Saint Laurent d'Oulx échangé en 1240 avec les Hospitaliers contre l'Hôpital de Chaumont,

## Politique et administration

### Découpage territorial
Ardes a été, jusqu'en mars 2015, chef-lieu de canton. À l'issue du redécoupage des cantons du département, la commune est rattachée au canton de Brassac-les-Mines.
Elle a également été le siège de la communauté de communes Ardes Communauté. Celle-ci a fusionné avec sept autres communautés de communes du Pays d'Issoire pour former, le 1er janvier 2017, la communauté d'agglomération Agglo Pays d'Issoire.

### Liste des maires
| Période                                  | Période                   | Identité          | Étiquette | Qualité |
| ---------------------------------------- | ------------------------- | ----------------- | --------- | --- |
| Les données manquantes sont à compléter. |                           |                   |           | |
| mars 2001                                | mai 2020                  | Bernard Veissière | PS        | Agent d'assurance Conseiller général du canton d'Ardes (1982-2015) Président de la communauté de communes Ardes Communauté |
| mai 2020                                 | En cours (au 2 août 2020) | Jacques Therme    |           | Garagiste retraité |

## Population et société

### Démographie
Les habitants sont nommés les Ardoisiens.

L'évolution du nombre d'habitants est connue à travers les recensements de la population effectués dans la commune depuis 1793. Pour les communes de moins de 10 000 habitants, une enquête de recensement portant sur toute la population est réalisée tous les cinq ans, les populations de référence des années intermédiaires étant quant à elles estimées par interpolation ou extrapolation. Pour la commune, le premier recensement exhaustif entrant dans le cadre du nouveau dispositif a été réalisé en 2008.

En 2022, la commune comptait 599 habitants, en évolution de +11,34 % par rapport à 2016 (Puy-de-Dôme : +2,1 %, France hors Mayotte : +2,11 %).
| 1793  | 1800  | 1806  | 1821  | 1831  | 1836  | 1841  | 1846  | 1851  |
| ----- | ----- | ----- | ----- | ----- | ----- | ----- | ----- | ----- |
| 1 662 | 1 636 | 1 825 | 1 695 | 1 803 | 1 830 | 1 796 | 1 706 | 1 521 |

| 1856  | 1861  | 1866  | 1872  | 1876  | 1881  | 1886  | 1891  | 1896  |
| ----- | ----- | ----- | ----- | ----- | ----- | ----- | ----- | ----- |
| 1 505 | 1 408 | 1 383 | 1 412 | 1 394 | 1 394 | 1 381 | 1 343 | 1 402 |

| 1901  | 1906  | 1911  | 1921  | 1926 | 1931 | 1936 | 1946 | 1954 |
| ----- | ----- | ----- | ----- | ---- | ---- | ---- | ---- | ---- |
| 1 431 | 1 321 | 1 254 | 1 077 | 973  | 917  | 995  | 958  | 854  |

| 1962 | 1968 | 1975 | 1982 | 1990 | 1999 | 2006 | 2008 | 2013 |
| ---- | ---- | ---- | ---- | ---- | ---- | ---- | ---- | ---- |
| 807  | 812  | 747  | 643  | 585  | 547  | 592  | 605  | 520  |

| 2018 | 2022 | - | - | - | - | - | - | - |
| ---- | ---- | - | - | - | - | - | - | - |
| 583  | 599  | - | - | - | - | - | - | - |

## Économie
L'eau fortement minéralisée du groupe Danone, Arvie, était produite à Ardes, à 8 millions de litres en 2008. Danone Eaux France a décidé de se désengager de l'exploitation et de la commercialisation de cette eau, la jugeant « trop salée, trop minéralisée », sans impact sur l'emploi puisque certains salariés sont affectés sur l'usine de Volvic selon son directeur. Cette source a été rachetée en 2010 par une entreprise désormais placée en liquidation judiciaire, Eurokin. Rachetée en 2012 par Qaf Limited, un groupe agroalimentaire de Singapour, l'usine a repris son activité sous l'eau nom de « société des eaux du Cézallier ». L'eau est désormais commercialisée sous le nom de « Ardesy ».[réf. nécessaire]

## Culture locale et patrimoine

### Lieux et monuments
- Église Saint-Dizaint[27].
- Croix d'Ardes[28].

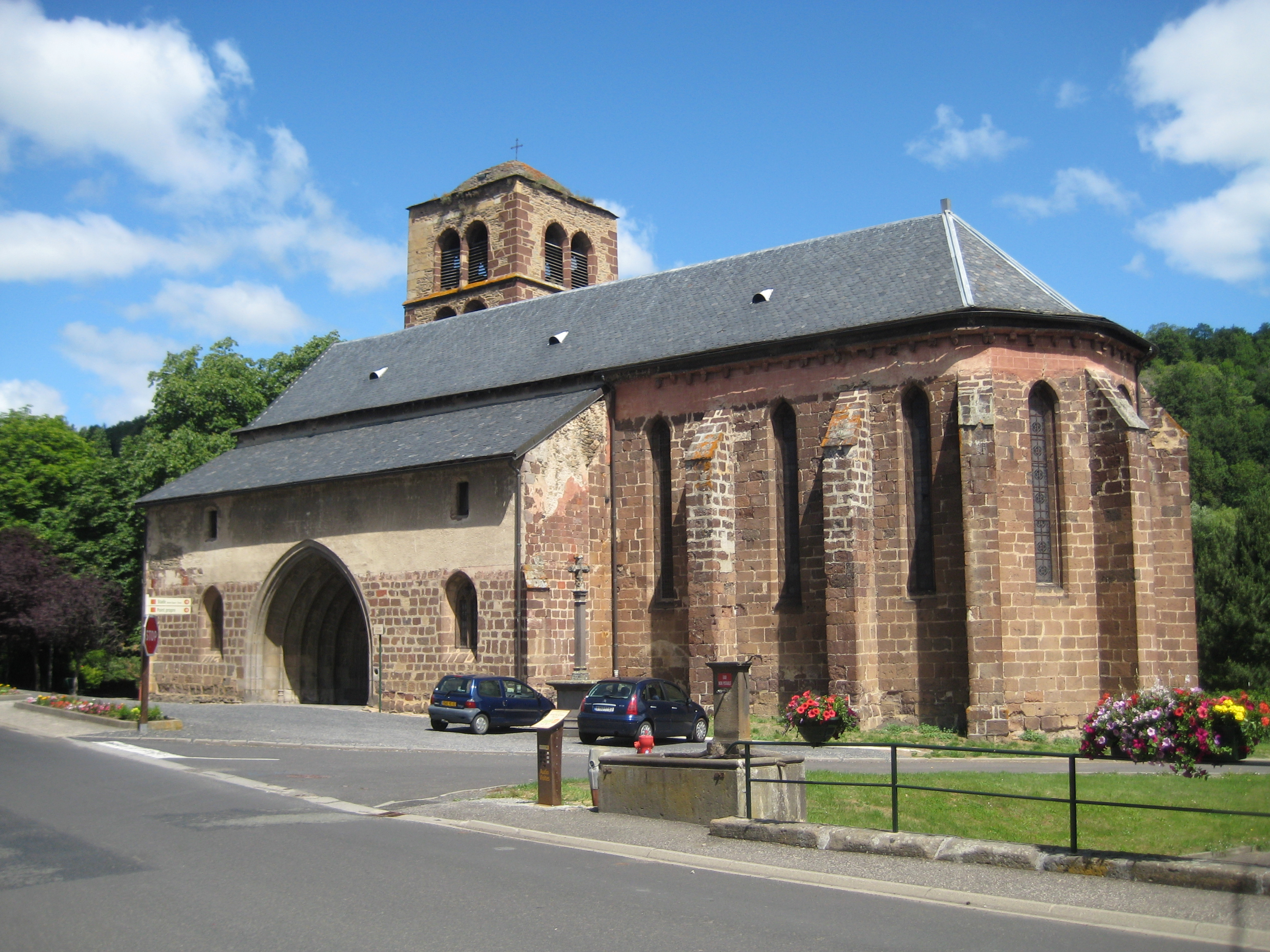
Église Saint-Dizaint.

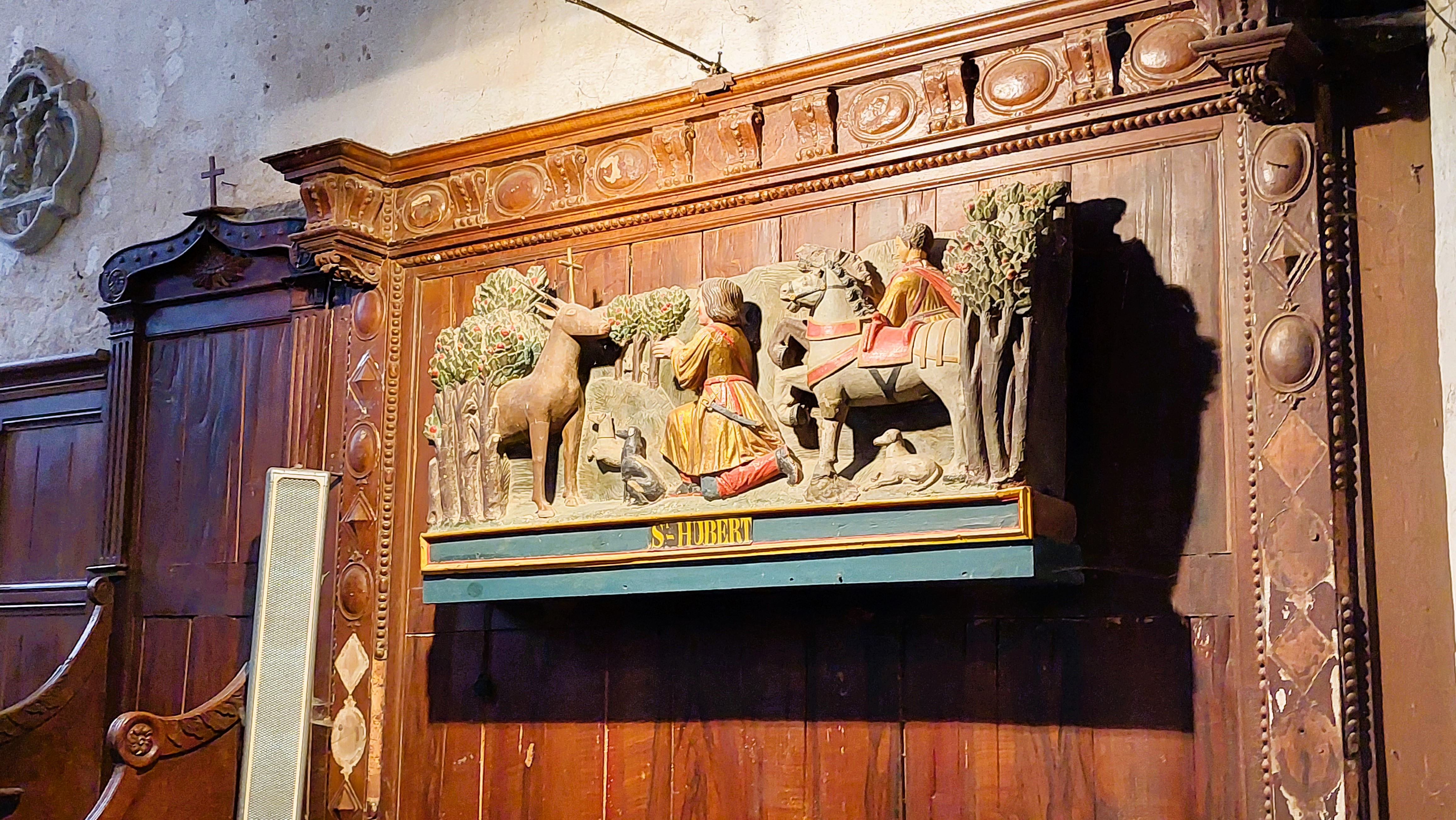
Saint-Hubert dans l'église Saint-Dizaint

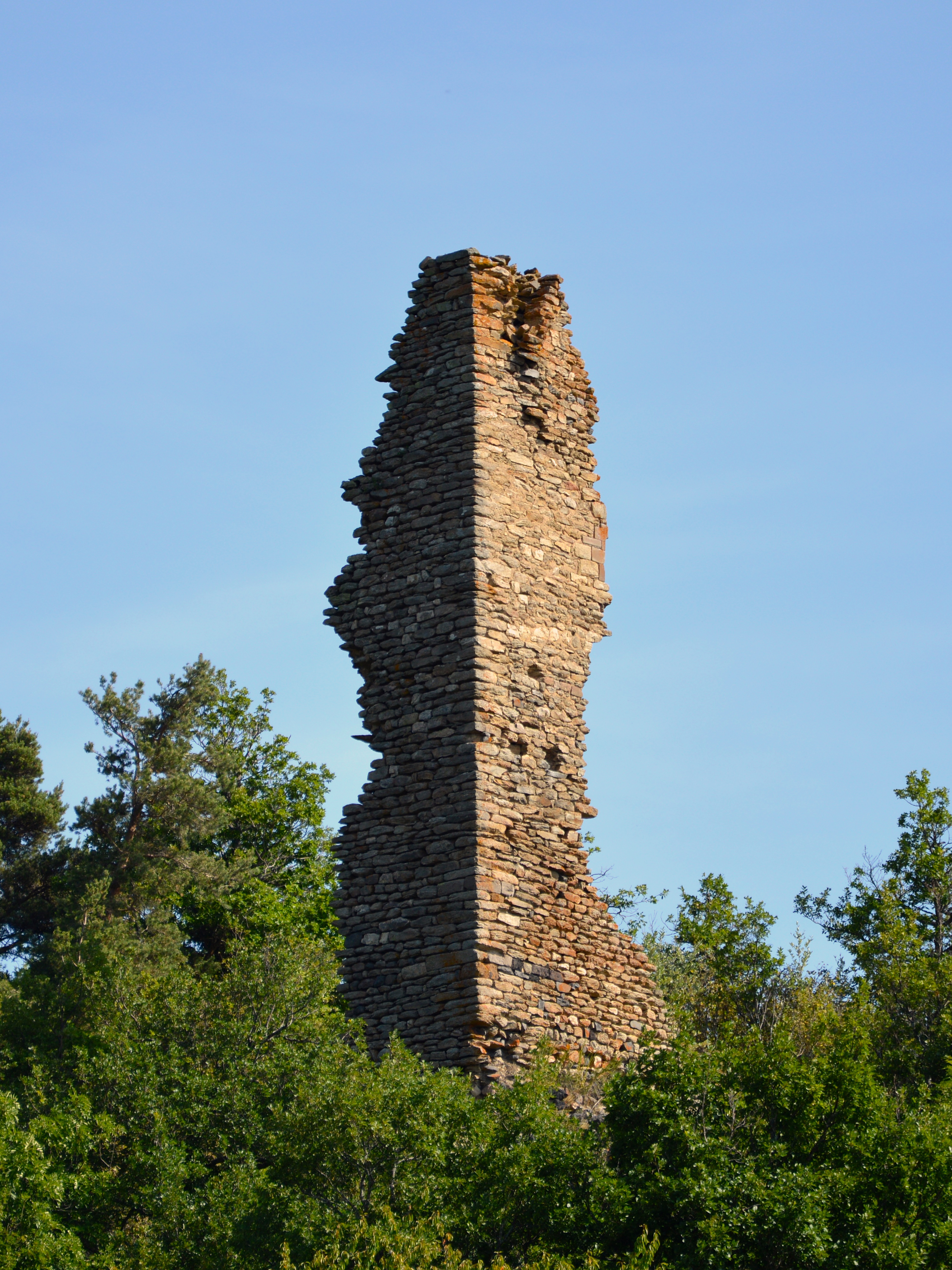
Le Doigt de Mercœur dominant le village depuis la montagne.

- Dominant le bourg et la vallée de Rentières, « le doigt de Mercœur », tour ruinée, vestige du château de l'autrefois puissante famille de Mercœur.
- Dans le bourg, quelques vestiges d'un autre château, détruit en 1633 sur ordre de Richelieu.
- Église de Rivière-l'Evêque
- Un parc animalier: Le Parc animalier d'Auvergne.
- Le musée des Vieux-Métiers.

### Personnalité liée à la commune
- Saint Odilon est né à Ardes en 962.

### Héraldique
|  | D'or à trois fasces ondées d'azur |